# جورج الثاني ملك بريطانيا العظمى
جورج الثاني أو جورج أغسطس (بالإنجليزية: George Augustus ، وبالألمانية: Georg II. August ؛ 30 أكتوبر / 9 نوفمبر 1683من.ق./ن.ج. - 25 أكتوبر 1760م) هو ملك بريطانيا العظمى وأيرلندا ودوق براونشفايغ لونيبورغ (هانوفر) وأمير هانوفر الناخب وأمير ناخب بالإمبراطورية الرومانية المقدسة في الفترة من 11 يونيو 1727م وحتى وفاته.
كان جورج آخر ملك بريطاني يُولد خارج بريطانيا العظمى، حيث وُلد ونشأ في شمال ألمانيا. رُشحت جدته صوفيا أميرة هانوفر عام 1701م لتولي العرش البريطاني (بصفتها ملكة افتراضية) بعد استبعاد خمسين كاثوليكيًا أقرب صلة طبقًا لمرسوم التولية المُصدق عام 1701م الذي منع الكاثوليك من وراثة عرش بريطانيا. وبعد وفاة صوفيا وآن عام 1714م تولى والده جورج الأول أمير هانوفر الناخب عرش بريطانيا. وفي الأعوام الأولى من حكم أبيه بصفته ملكًا اقترن جورج ببعض سياسيي المعارضة حتى انضموا للحزب الحاكم عام 1720م.
عندما تولى جورج إدارة البلاد بصفته ملكًا عام 1727م كانت له سلطة ضعيفة على ما يخص السياسة الداخلية التي كانت تحت سيطرة كبيرة من البرلمان البريطاني. وعندما كان أميرًا ناخبًا فقد أمضى 12 عامًا في هانوفر حيث كانت له سلطة مباشرة أكبر على سياسة الحكومة. كانت علاقته سيئة بابنه الأكبر فريدريك الذي كان يؤيد البرلمان المعارض لأبيه. وخلال حرب الخلافة النمساوية شارك جورج في معركة ديتنجن (الواقعة الآن في بافاريا بألمانيا)عام 1743م. وبذلك كان آخر ملك بريطاني قاد الجيش الإنجليزي في معركة. وقام مؤيدو المدّعي القديم -(جيمس الثالث والثامن) صاحب الادعاء بأنه الأولى بالعرش الإنجليزي- بقيادة المدّعي الصغير ولده تشارلز إدوارد ستيوارت بمحاولة فاشلة لخلع جورج في أعقاب الثورة اليعقوبية. وبعد وفاة الأمير فريدريك زؤامًا، عام 1751م، أصبح أخوه الأصغر جورج الثالث (حفيد جورج الأول) وليًا للعهد ومن ثم ملكًا فيما بعد.
وطيلة قرنين من الزمان بعد موت جورج الثاني، ظل التاريخ يذكره بازدراء، مسلطًا الضوء على كثرة خليلاته، وضيق مزاجه، وفظاظته. ومن ثم فقد أعاد بعض العلماء تقييم تركته والخلاص إلى أنه قد أثر تأثيرًا كبيرًا في السياسة الخارجية والشئون العسكرية.

## طفولته

جورج صغيرًا مع والدته صوفيا أميرة تسيليه وأخته صوفيا أميرة هانوفر

ولد جورج في مدينة هانوفر في ألمانيا، لوالده جورج لويس (أمير هانوفر بالوراثة) الذي عرف لاحقًا بجورج الأول ملك بريطانيا العظمى، وزوجته صوفيا أميرة تسيليه. وارتكب كلا والدي جورج جريمة الزنا، وحُلّ زواجهما في 28 ديسمبر 1694م بدعوى أن صوفيا قد هجرت زوجها. وحُددت إقامتها في بيت ألدن وحُرمت من رؤية ولديها، جورج وصوفيا أميرة هانوفر اللذان لم يرا والدتهما مجددًا.
لم يكن جورج يتحدث سوى الفرنسية، حيث كانت لغة العمل الدبلوماسي والبلاط الملكي، وذلك حتى عمر الأربع سنوات وبعدها علمه الألمانية أحد معلميه يُدعى يوهان هيلمر هولشتاين. وإلى جانب الفرنسية والألمانية فقد تعلم الإنجليزية والإيطالية، كما درس علم الأنساب والتاريخ العسكري وأساليب القتال بجد واجتهاد.
اعتلت الملكة آن عرش إنجلترا واسكتلندا وأيرلندا بمجرد رحيل ويليام الثالث ابن عم جورج في عام 1702 م. ولم يعش لها أية أبناء وبناء على نصوص مرسوم التولية فقد نصّب البرلمان الإنجليزي أقرب بروتستانتي لآن صوفيا أميرة هانوفر ونسلها ليكونوا ورثة العرش الإنجليزي والأيرلندي. وبناء عليه فقد خلف جورج أباه وجدته على مملكتين من ممالك آن. تجنس جورج بالجنسية الإنجليزية عام 1705م طبقًا لمرسوم تجنيس صوفيا المؤرخ عام 1705م، وأصبح واحدًا من فرسان الرباط عام 1706م ودوقًا لكامبردج وإيرلًا لملفورد هافن، والإيرل لقب إنجليزي أدنى من مركيز وأرفع من فيكونت، وفيكونتًا نورثاليرتون، وبارونًا توكسبوريًا ضمن نبلاء إنجلترا. واتحدتا إنجلترا واسكتلندا عام 1707م ليكونا مملكة بريطانيا العظمى التي أقرت بنظام الخلافة الذي وضعه مرسوم التولية.

## زواجه
لم يرغب والد جورج أن يتزوج ولده زواجًا عائليًا مُرتبًا تغيب عنه المشاعر كما حدث معه هو، كما رغب له أن يقابل فتاته قبل أن تجري أية ترتيبات رسمية للزواج. وقد أسفرت المشاورات حول خطبة الأميرة صوفيا أميرة السويد الدوقة الأرملة ووريثة عرش هولشتاين-غوتورب عن لا شيء. وزار جورج إمارة أنسباخ في يونية 1705م تحت اسم مستعار «مسيو دي بوش» وزار البلاط الملكي في محل إقامتهم الصيفية في تريسدورف ليستطلع أمر زواج محتمل بكارولين أميرة أنسباخ. وقد أورد إدموند بولي المبعوث الإنجليزي إلى هانوفر أن جورج أُعجب «بشخصيتها الجميلة وما رآه منها يجعله لا يفكر في غيرها». وعُقد قرانهما بنهاية يوليو، وفي 22 أغسطس / 2 سبتمبر 1705من.ق./ن.ج. حضرت كارولين إلى هانوفر لزواجها، الذي جرى عقده ذات الليلة في كنيسة هيرنهاوزن.
كان جورج حريصًا على المشاركة في الحرب على فرنسا في فلاندرز، ولكن أبوه رفض إعطائه التصريح للانضمام إلى الجيش والمشاركة بفاعلية فيه حتى يكون له ولد يرثه. وقد تحققت آمال جورج عام 1707م عندما وضعت كارولين ولدها فريدريك. وفي يوليو، سقطت كارولين على إثر إصابتها الشديدة بمرض الجدري، وانتقلت العدوى لجورج عندما بقى بجانبها خلال فترة إعيائها، ثم تعافى كلاهما. وشارك جورج في معركة أودينارد عام 1708م وكان في طليعة سلاح الفرسان، وقُتل فرسه وأحد العقداء فورًا بجواره، ولكن جورج نجا منها دون أذى. وكتب القائد البريطاني جون تشرشيل دوق مارلبورو أن جورج «قد ميز نفسه بشدة حيث شجع القيادات وكان مثالًا يحتذى به للجنود الهانوفريين بلعبه دورًا كبيرًا في النصر السعيد المحقق». وبين عامي 1709م و1713م رُزق جورج وكارولين بثلاثة أبناء آخرين كلهم من البنات وهن آن أميرة أورانج وأمليليا وكارولين.
تدهورت الحالة الصحية للملكة آن عام 1714م، وارتأى سياسيو حزب الأحرار البريطاني ممن والوا الخلافة الهانوفرية أنه على الهانوفريين البقاء في إنجلترا، وذلك لحماية الخلافة البروتستانتية في حالة وفاة آن. اُقترح في ذلك الوقت على جورج بصفته أحد النبلاء حيث أنه دوق كامبردج أن يجتمع بالبرلمان في بيت اللوردات. وقد رفضت آن ووالد جورج مساندة ذلك المخطط برغم ميل جورج وكارولين وصوفيا إليه. وفي النهاية لم يذهب جورج. وخلال العام ماتت صوفيا وآن وأصبح جورج الأب ملكًا.

## جورج أميرًا لويلز

### شجاره مع الملك

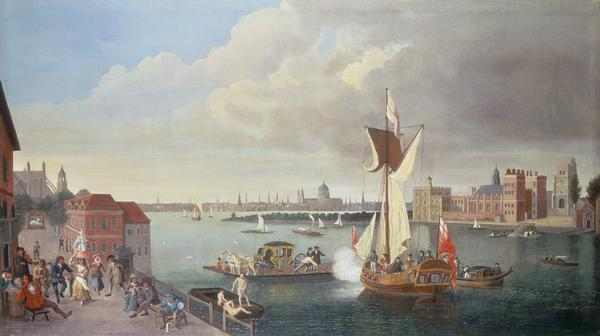
لندن عام 1710م

سافر جورج ووالده من لاهاي إلى إنجلترا يوم 16/27 سبتمبر ووصلا إلى غرينيتش بعدها بيومين. وفي اليوم التالي وصلا رسميًا إلى لندن في موكب احتفالي. ومُنح جُورج لقب أمير ويلز. ولحقت كارولين بزوجها في بريطانيا في أكتوبر بصحبة بناتها، بينما بقي فريدريك في هانوفر ليربيه المعلمون الخصوصيون. ولم تكن لندن مثل أي شيء رآه جورج من قبل، فقد كانت بحجم هانوفر مضاعفًا خمسين مرة،# وكان الحشد في انتظاره يُقدر بحوالي مليونٍ ونصف المليون. وتملق جورج العامة بتعبيرات من الثناء على الشعب الإنجليزي وادَّعى أنه إنجليزي بكل قطرة من دمه 
في يوليو 1716م عاد الملك إلى هانوفر لقضاء ستة أشهر أخرى فيها، وخُوّل جورج بعض السلطات المحدودة بصفته قيِّم على المملكة، ليحكم لحين عودة أبيه. وقد أحرز تقدماً ملكياً في مدن شيشستر، وهافانت، وبورتسموث، وغيلدفورد في جنوب إنجلترا. وسُمح للجمهور أن يشاهده وهو يتناول عشاءه في قصر هامبتون كورت وكانت هناك محاولة واحدة للقضاء على حياته حدثت في مسرح دروري لين حيث قُتل شخصًا واحدًا بالرصاص قبل إحكام السيطرة على المُهاجم وأدى ذلك إلى رفع شعبية جورج بين العامة.
ارتاب والده وظن في نفسه من شعبية جورج، مما أسهم في تدمير علاقتهما ببعضهما البعض، وحفّز ميلاد ولد جورج الثاني الأمير جورج ويليام عام 1717م نشوب شجار عائلي، وعيّن الملك اللورد الياور دوق نيوكاسل راعيًا من رعاة معمودية الطفل، وثار غضب الملك عندما أهان جورج نيوكاسل -حيث كان يكرهها- أثناء التعميد، وهو ما لم يدركه الدوق وحسبه تحدياً للمبارزة.§ حُبس جورج وكارولين مؤقتاً في منزلهما بأمر الملك، الذي نفاهما بالتالي من قصر سانت جيمس منزل الملك. وغادر أمير ويلز وأميرتها البلاط الملكي أما الأطفال فظلوا في رعاية الملك.
افتقد جورج وكارولين أولادهما، ويأسا من رؤيتهما، وفي مناسبة ما ذهباً سراً لزيارة القصر دون موافقة الملك، وفقدت كارولين وعيها وبكى جورج كالأطفال، ورضخ الملك جزئيًا وسمح لهما بزيارة أسبوعية، ومع ذلك فقد سمح لكارولين بالزيارة دون قيد أو شرط بعد ذلك. وفي فبراير التالي مات جورج ويليام مع والده وبجانبه.

### المعارضة السياسية
عُرف جورج بمعارضته لسياسة والده جورج الأول بسبب منعه من دخول القصر وتجنُّب والده له، تلك السياسة التي شملت توسيع الحرية الدينية في بريطانيا العظمى وتوسيع رقعة الأراضي الهانوفرية على حساب السويد، وكان مقر إقامته الجديدة في لندن بيت لستر مقراً لاجتماعات خصومه السياسيين بمن فيهم السير روبرت والبول وتشارلز فيكونت توونشند اللذان تركا الحكومة عام 1717م.
زار الملك هانوفر مجددًا من مايو إلى نوفمبر 1719م، وبدلاً من توجيه جورج إلى الوصاية على العرش، أسس مجلساً للوصاية. وشجع والبول الملك وولده على الصلح عام 1720م، وكان ذلك حرصاً على الوحدة أمام العامة مما جعلهم يقومون به بقلب غير صاف. وعاد والبول وتوونشند إلى العمل السياسي العام، وعادا للعمل بالوزارة، وسريعاً ما خابت آمال جورج بسبب أحكام الصلح، فلم تعد له بناته الثلاث وظلت مع الملك، وظل جورج ممنوعاً من الخلافة على العرش في غياب الملك. ومال جورج للظن أن والبول خدعه ليتودد إلى الملك حتى يعود للسلطة. وقد عاش هو وكارولين خلال السنوات التالية معيشة هادئة بعيدة عن السياسة. ورُزقا بثلاثة أطفال آخرين هم ويليام، ماري ولويزا، ونشأوا في بيت ليستر ومصيف جورج.
وخولت كارثة شركة البحر الجنوبي الاقتصادية لوالبول أن يصل إلى قمة الحكومة، وكان والبول وحزبه حزب الأحرار الإنجليزي يتمتعون بمكانة بارزة في السياسة الإنجليزية، حيث كان الملك يخشى أن يرفض المحافظين تطبيق نظام الخلافة المنصوص في مرسوم التولية. وكانت سلطة الأحرار قوية لدرجة منعت المحافظين من تولي السلطة لنصف قرن آخر من الزمن.

## بداية حكمه

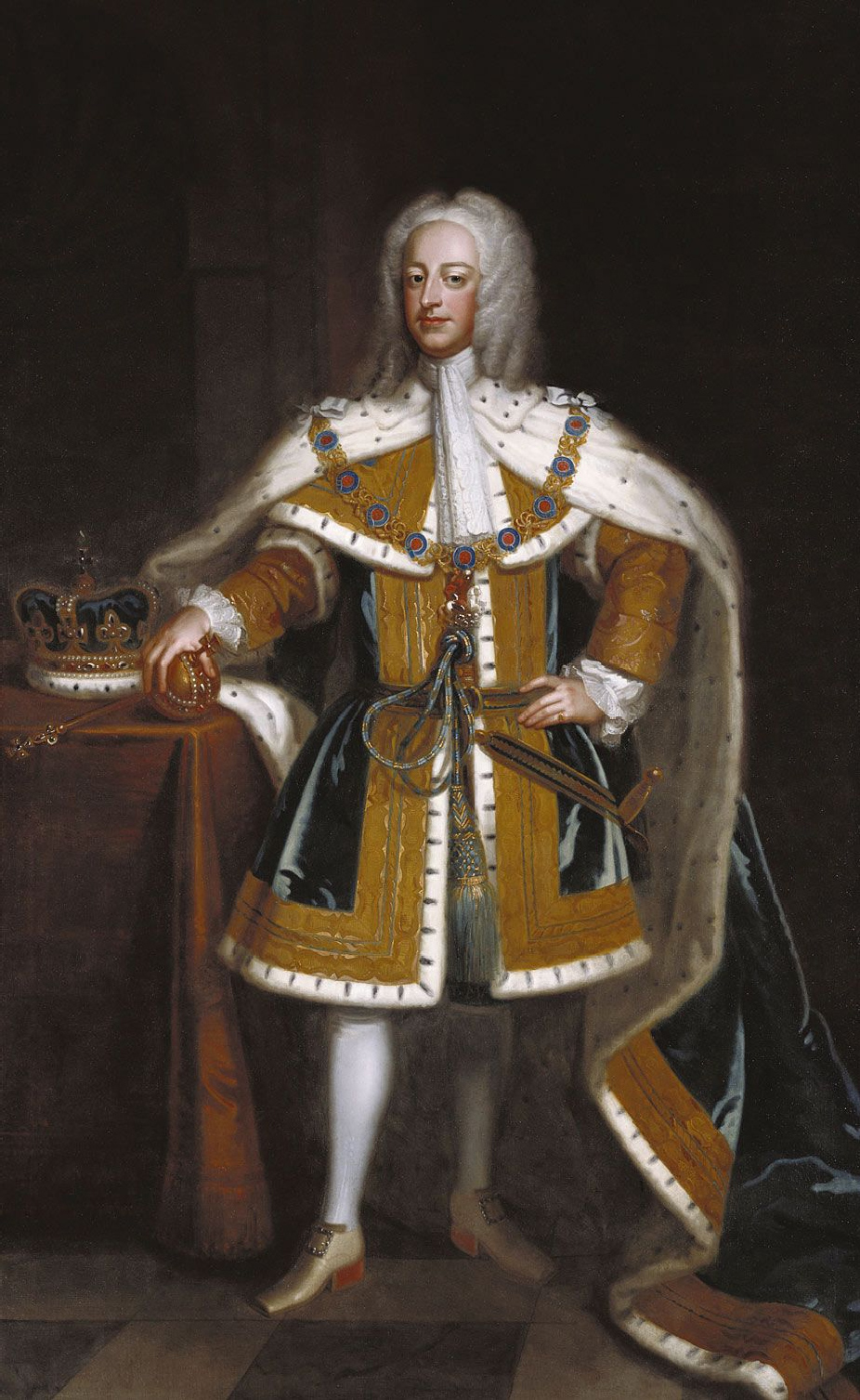
صورة أمامية رسمها إينوك سيمان

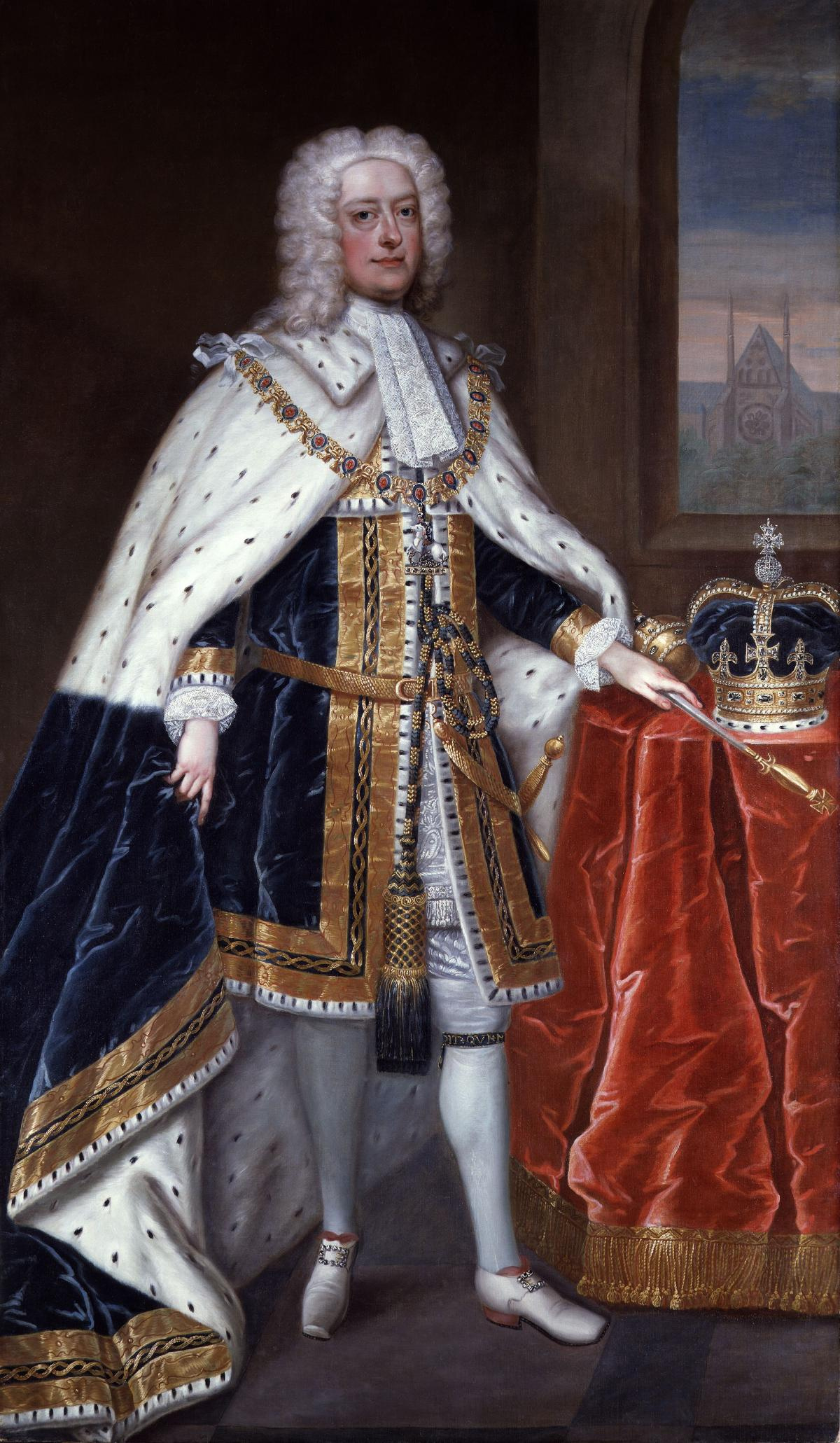
لوحة أمامية من رسم تشارلز جيرفا c. 1727

مات جورج الأول في 11/22 يونيو 1727م خلال إحدى رحلاته إلى هانوفر، وخلفه جورج الثاني على عرش بريطانيا ملكاً ناخباً عند سن 43. وقرَّر الملك الجديد ألَّا يسافر إلى هانوفر لحضور جنازة أبيه وأدى ذلك على عكس النقد المنتظر إلى مدح الإنجليز له حيث اعتبروا ذلك دليلًا على إنجليزيته الخالصة، وانتهك جورج وصية أبيه حيث عهدت إلى تقسيم الخلافة بين أبناء جورج المستقبليين بدلاً من نقل كل الأراض إلى واحد منهم. (بما في ذلك الأراضي البريطانية والألمانية). واعتبر جميع الوزراء البريطانيين والهانوفريين الوصية غير قانونية حيث لا يملك جورج الأول الحق قانونياً لتحديد مصير الخلافة شخصياً. ويفترض النقاد أن جورج الثاني قد خبَّأ الوصية تجنباً لضياع تركة أبيه.
تُوّج جورج الثاني في كنيسة ويستمنستر في 11/22 أكتوبر 1727م، وكُلف الموسيقار جورج فريدريك هاندل بكتابة أربعة أناشيد وطنية للتتويج ومنها ذادلوك ذا بريست (بالإنجليزية Zadlok the Priest)
كان متوقعاً بشدة أن يستبعد جورج والبول الذي أحزنه بشدة انضمامه لحكومة أبيه، وأنه سيضع مكانه سبنسر كومتون وطلب جورج من كومتون أن يكتب له خطابه الملكي الأول بدلاً من والبول، ولكن كومتون طلب من والبول مراجعته، ونصحت كارولين جورج بالإبقاء على والبول واستمر والبول في حصاد سبل الولاء عند الملك حيث أمّن له المصروفات الملكية التي يمنحها البرلمان للملك سنوياً وهي مبلغ 800.000 جنيه استرليني، وكان والبول يتحكم في الغالبية المتمكنة من البرلمان فلم يكن أمام جورج بُدَّاً من استرجاعه أو المخاطرة باستقرار الوزارة. ورُفع كومتون إلى طبقة النبلاء ورُقِّي إلى درجة لورد ولمنغتون العام التالي.
كان والبول مسئولاً عن السياسة الداخلية حتى وفاة نسيبه توونشيند عام 1730م فأصبح مسئولاً عن السياسة الخارجية أيضاً. ويذهب المؤرخون بشكل عام إلى أن جورج قد أدى دور مُشرّف في بريطانيا، واتبع نصائح والبول والوزراء الأكبر وكانت لهم القرارات الهامة. وبالرغم من حماس الملك للحرب على أوروبا فقد كان الوزراء أحصف منه. وانتهت حرب الخلافة الإسبانية وضغط جورج على والبول لينضم إلى حرب الخلافة البولندية إلى جانب الألمان ضغطاً انتهى بالفشل وسنَّ والبول مشروع قانون جديد للضرائب جمع ضده معارضة قوية شملت أعضاء من حزبه، وساند جورج والبول بأن أقصى معارضيه من مناصبهم بالبلاط الملكي.

## مشكلات عائلية
تفاقمت الخلافات الشخصية بين جورج الثاني وابنه وولي عهده فريدريك أمير ويلز خلال ثلاثينيات القرن الثامن عشر. كانا والدا فريدريك قد تركاه في ألمانيا عندما انتقلا إلى بريطانيا ولم يتقابلا معه طيلة أربعة عشر سنة. وأُحضر فريدريك إلى إنجلترا عام 1728م وسرعان ما أصبح من قادة المعارضة. وعندما زار جورج هانوفر في صيف 1729م وعام 1732م، وعام 1935م جعل زوجته ترأس مجلس الوصاية بدلاً من ابنه، وفي هذه الأثناء أدى الخلاف بين جورج الثاني ونسيبه فريدريك ويليام الأول ملك بروسيا إلى مشاحنات على الحدود الهانوفرية البروسية، وانتهت المشاحنات بإعلان نقل الجنود من منطقة الحدود واقتراحات بعمل مبارزة بين الملكين. وجرت مفاوضات حول زواج أمير ويلز من ابنة فريدريك ويليامز ويلمن واستمرت المفاوضات لعامين لكن لم يقبل أي طرف بالتنازلات التي طلبها الآخر وعُلّقت الفكرة المطروحة، وبدلاً من ذلك تزوج الأمير من الأميرة أوغستا أميرة ساكس غوثا في إبريل عام 1736م.
وعاد جورج إلى هانوفر في مايو عام 1736م مما أدى إلى انخفاض شعبيته في إنجلترا، كما وصل الأمر إلى وضع ملاحظة ساخرة على بوابات قصر سان جيمس تستهزيء من غيابه كُتب عليها «ضلَّ الطريق أو ضلَّ منزله، رجلاً ترك زوجته وأولاده على أبواب الملاجئ»، وخطَّط الملك إلى العودة في جو ديسمبر العاصف وعلقت سفينته في تلك العاصفة، وتناثرت الشائعات بأنه غرق، وأخيراً وصل إلى إنجلترا في يناير 1737م، وسقط مريضاً بداء البواسير والحمى فور عودته ولزم الفراش، وتعامل أمير ويلز على أن الملك يفارق الحياة، مما أدى إلى إصرار جورج على القيام وحضور إحدى المناسبات الاجتماعية لإبطال الشائعات.
نشبت معركة عندما تقدم أمير ويلز بطلب للبرلمان لزيادة مخصصاته، وعرض عليه الملك تسوية خاصة رغم ما عرف عنه بالشح، ولكن فريدريك رفض ذلك. ورفض البرلمان ذلك القدر، ومع ذلك فقد رفع جورج من مخصصات ولده عملاً بنصيحة والبول. وزاد الشقاق بينهما عندما أقصى فريدريك والديه الملك والملكة عن ميلاد ابنته في يوليو عام 1737م وقام بذلك حيث جمع أغراض زوجته وسافر بها في الليل. وقام الملك بنفيه هو وعائلته من البلاط الملكي بالضبط مثلما فعل والده معه باستثناء أنه قد أعاد لفريدريك حضانة أطفاله.
سنة 1737م استقبل جورج الثاني سفارة بعثها سلطان المغرب محمد الثاني، وكان على رأس البعثة الأدميرال عبد القادر بيريز، وكانت الزيارة تدخل في إطار العلاقات المغربية البريطانية.
وفي 20 نوفمبر 1737م توفيت كارولين زوجة جورج. تأثر جورج بموتها تأثراً شديداً وأظهر من اللين ما لم يظن العالم أنه يقدر عليه من قبل، وكانت قد قالت له باكية وهي على فراش الموت أن يتزوج ورد على ذلك قائلًا «لا، فسيكون لدي الخليلات». وقد كان معروفاً أن جورج كانت له خليلات خلال زواجه وقد أطلع زوجته كارولين على ذلك. هنريتا هوارد التي أصبحت بعدها كونتيسة سوفولك كانت قد انتقلت إلى هانوفر مع زوجها خلال حكم الملكة آن، وكانت واحدة من وصيفات الحجرة الملكية لكارولين، وكانت خليلته من قبل اعتلاء جورج الأول عرش بريطانيا وحتى نوفمبر 1734م. وبعدها جاءت أمالي فون ولمودن التي أصبحت بعدها كونتيسة يارموث، وابنها يوهان لودويج فون ولمودن ربما يكون ابن جورج، فيوهان وُلد خلال فترة زواج أمالي، ولكن جورج لم يعترف به للعامة أنه ولده.

## الحرب والثورة
دخلت بريطانيا الحرب مجدداً كما أراد جورج وعلى خلاف رغبات والبول وهي «حرب أذن جنكينز» ضد إسبانيا عام 1739م، وأصبحت حرب بريطانيا ضد إسبانيا جزءا من حرب الخلافة النمساوية وذلك عندما نشبت حرباً أوروبية كبيرة وقت وفاة إمبراطور الإمبراطورية الرومانية المقدسةتشارلز السادس عام 1740م، وفي خلاف حول حق ابنته ماريا تريزا في أن تخلفه على ملكه. وقضى جورج صيفي عام 1740م و 1741م في هانوفر حيث يستطيع التدخل مباشرة في الشأن الدبلوماسي بصفته ملك ناخب.
قام فريدريك بحملة واسعة لصالح المعارضة في الانتخابات العامة البريطانية عام 1741م، وأصبح والبول غير قادر على تأمين الأغلبية، وحاول والبول شراء ذمة فريدريك بوعد برفع مخصصاته وعرض عليه سداد ديونه، ولكن فريدريك رفض. وبانخفاض الدعم الذي يحصل عليه والبول تقاعد والبول عام 1742م بعد 20 عامًا من العمل في هذا المنصب. وخلفه على منصبه سبنسر كومبتون وهو من أراده جورج لمنصب رئاسة الوزراء منذ البداية عام 1727م. وكان كومبتون مسئولاً صورياً وكانت المسئولية الفعلية على عاتق آخرين، مثل جون كارتريت الذي كان وزير جورج الأقرب إليه في حكومة والبول وقد تولى رئاسة الوزراء عندما مات كومبتون عام 1743م.

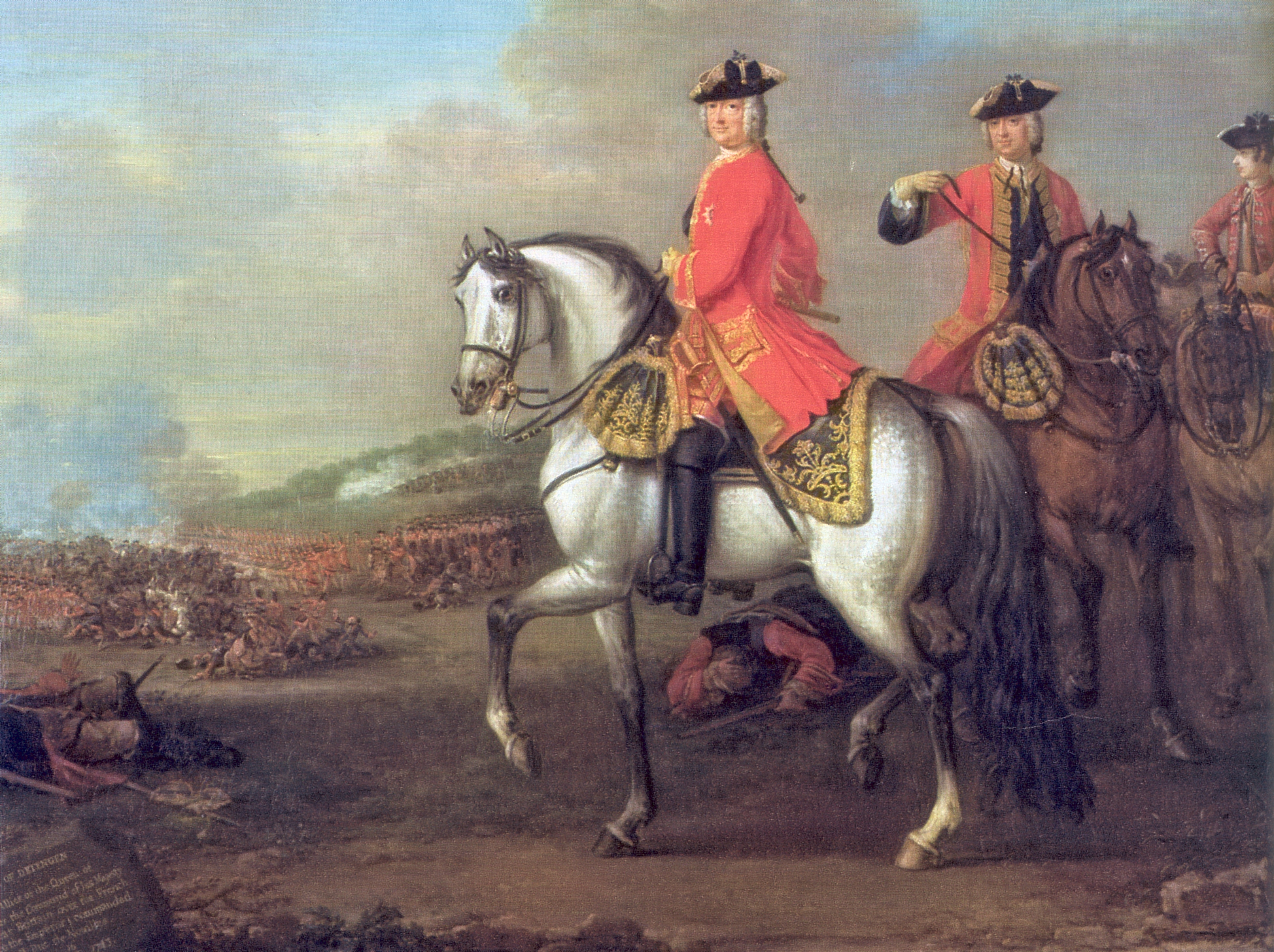
لوحة تصور جورج الثاني في معركة دتنغن عام 1743م رسمها جون وتون

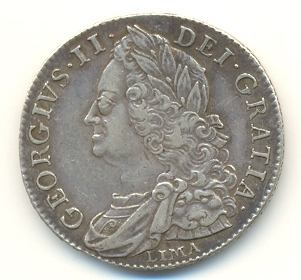
عملة بريطانية تظهر جورج الثاني تعود لعام 1746م منقوش عليها GEORGIUS II DEI GRATIA)جورج الثاني برحمة الرب)وكلمة ليما المكتوبة تحت رأس جورج الثاني تشير إلى أن العُملة صُكت من الفضة المأخوذة من ليما في البيرو خلال حرب الخلافة النمساوية

قاد الفصيل الموالي للحرب كارتريت، وادَّعى أن القوة الفرنسية قد تزداد إذا فشلت ماريا تريزا في اعتلاء عرش النمسا. ووافق جورج على إرسال 12 ألفاً من المرتزقة الهسي والدانماركيين المأجورين إلى أوروبا والهدف المعلن هو تأييد ماريا تيريزا. وأمرهم جورج بالبقاء في هانوفر لمنع الجنود الفرنسية المعادية من دخول الإمارة، وفعل ذلك دون مشاورة وزرائه. لم يخض الجيش الإنجليزي حرباً كبرى منذ أكثر من عشرين عامًا وأهملت الحكومة أمر صيانته. ودعى جورج لوجود حِرفية أكبر في أصحاب الرتب في الجيش وأن تكون الترقيات عن طريق الاستحقاق والجدارة وليس بيعها بالعمولات - وهي عادة قديمة معروفة بالجيش الإنجليزي - وبدون أي نجاح. قامت مجموعة متحالفة من الجنود النمساوييين والبريطانيين والهولنديين والهانوفريين والهس بإشغال الفرنسيين في معركة ديتنغن في الفترة بين 16-27 يونية 1743م. ورافقهم جورج بنفسه حتى قادهم إلى النصر، وبذلك أصبح آخر ملك بريطاني يقود الجنود في معركة. وعلى الرغم من إعجاب الناس بتصرفات جورج في المعركة أصبحت الحرب غير مقبولة في الأوساط البريطانية حيث شعروا أن الملك وكارتريت كانوا يخضعون المصالح البريطانية إلى المصالح الهانوفرية. وفقد كارتريت التأييد، فاستقال فازعاً جورج عام 1744م.
وازداد التوتر بين حكومة بيلهام وجورج، حيث استمر في الأخذ بنصائح كارتريت ورفض الضغط الموجه له من باقي وزرائه بأن يضم ويليام بيت إلى الوزارة، الذي يمكن أن يزيد من قاعدة تأييد الوزارة. كان الملك يكره بيت حيث كان يعارض سياسة الحكومة وهاجم تدابير وُصفت أنها مؤيدة للهانوفريين. واستقال بيلهام وأتباعه في فبراير 1746م، وطلب جورج من كارتريت وويليام بالتني تشكيل إدارة جديدة، لكنهما رفضا تلك الحقائب السياسية بعد أقل من 48 ساعة لعدم قدرتهما على توفير الدعم البرلماني اللازم. وعاد بيلهام إلى مكتبه منتصراً، واضطر جورج إلى تعيين بيت في الوزارة.
شجع خصوم جورج الفرنسيون أن يقوم اليعاقبة بالثورة، مؤيدي المُطالب الروماني الكاثوليكي بالعرش، جيمس فرانسيس إدوارد ستيوارت الذي يُعرف كثيراً بالمدَّعي القديم. وستيوارت هو ابن جيمس الثاني الذي خُلع عن العرش في 1688م وحل محله أقاربه من البروتستانت. وكانت قد فشلت محاولتان سابقتان للثورة عامي 1715م و1719م، ونزل في اسكتلاندا عام 1745م ابن المدعي القديم، تشارلز إدوارد ستيوارت المعروف جماهيرياً باسم «بوني الأمير تشارلي» أو المدَّعي الصغير، حيث كان تأييد قضيته على أشده هناك. وكان جورج قد ذهب للمصيف في هانوفر، فعاد إلى لندن في نهاية أغسطس. هزم اليعاقبة القوات البريطانية في سبتمبر في معركة بريستونبانز وبعدها انتقلوا إلى إنجلترا. فشل اليعاقبة في الحصول على المزيد من التأييد ونكث الفرنسيون في وعدهم بالمساعدة. وتقهقر اليعاقبة مجدداً إلى اسكتلاندا بعد أن فقدوا الروح المعنوية. وواجه تشارلز إدوارد ستيوارت أبن جورج ذو التوجه العسكري الأمير ويليام دوق كمبرلاند في معركة كالودن شرق إنفرنيس، وهي آخر معركة نشبت على أرض بريطانية. وهزم الجيش الحكومي جنود اليعاقبة منهكة القوى كلياً. وهرب تشارلز إلى فرنسا، ولكن العديد من رجاله قُبض عليهم وأُعدموا. وقُضي على اليعقوبية نهائياً، ولم تحدث بعدها أية محاولات جادة لاستعادة العرش لأسرة ستيوارت. واستمرت حرب الخلافة النمساوية حتى عام 1748م عندما اعترف الجميع بماريا تريزا أرشيدوقة للنمسا، وجرى الاحتفال بالسلام بإقامة مأدبة في جرين بارك في لندن، وألف هاندل مقطوعة «موسيقى الألعاب النارية الملكية».

## نهاية حياته

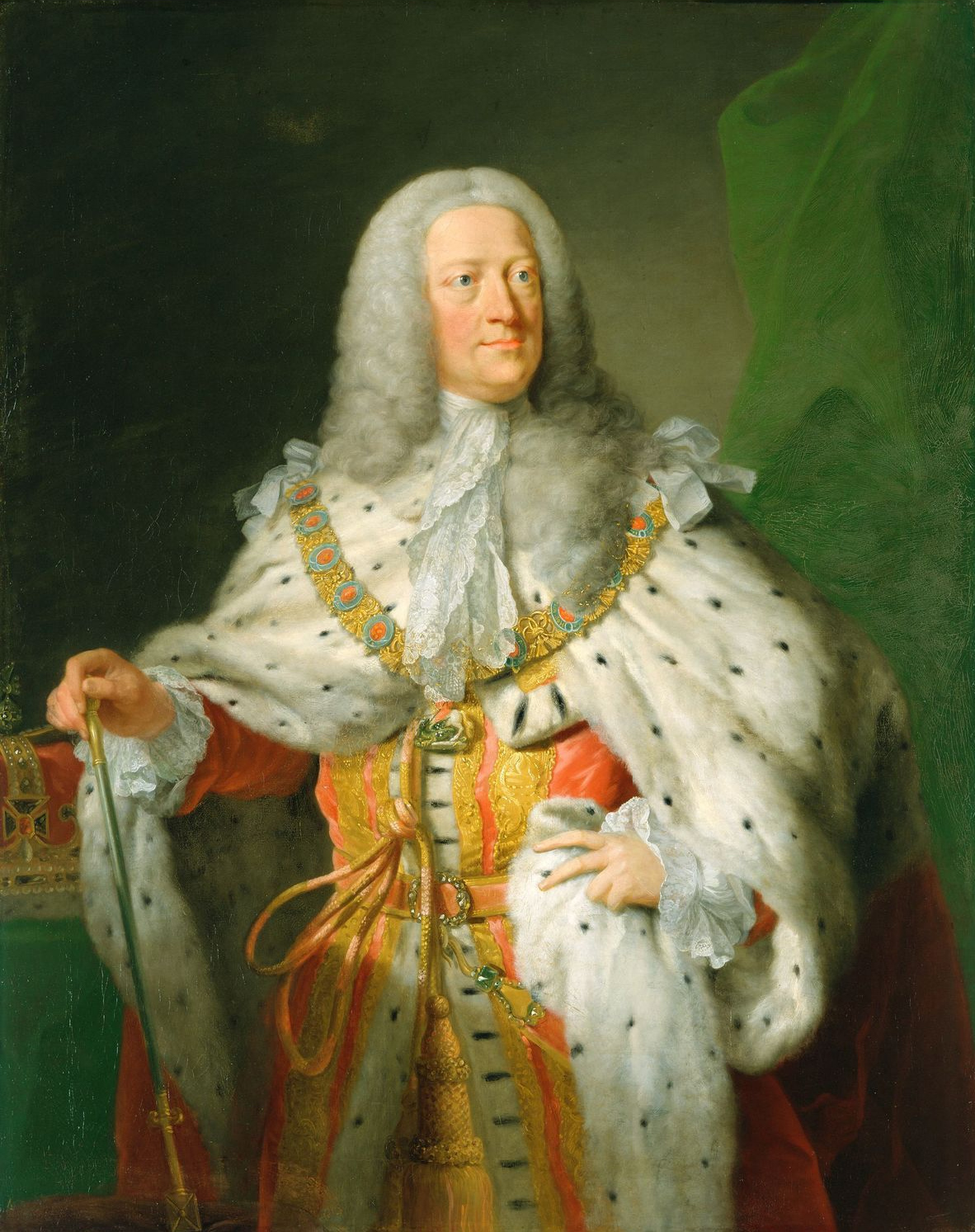
جورج في السبعينيات من عمره، ورسمها جون شاكلتون عام 1755م أو بعدها

دشَّن أمير ويلز حملة نشطة لخوض الانتخابات العامة عام 1747م، ولكن حزب بيلهام فاز بسهولة. واستضاف الأمير رموزاً للمعارضة في بيته في ميدان ليسستر تماماً كما فعل والده من قبل. وعندما مات أمير ويلز فجأة عام 1751م، أصبح ولده الأكبر الأمير جورج هو وريث العرش. رثى الملك أمير ويلز مع زوجته أميرة ويلز وبكى وانتحب معها. وبما أن ابنها لن يبلغ سن الرشد قبل 1756م صدر مرسوم وصاية بريطاني جديد جعل منها وصية على العرش، بمساعدة مجلس وصاية يرأسه دوق كمبرلاند في حال وفاة جورج. وكتب الملك أيضاً وصية جديدة والتي حفظت لكمبرلاند حقها في أن يكون لها وصياً واحداً في هانوفر. وبعد وفاة ابنته لويزا في نهاية العام رثاها جورج قائلًا: «كانت تلك السنة مهلكة لعائلتي، لقد فقدت ابني الأكبر، ولكنني سعيد بذلك.. والآن قد رحلت لويزا. أنا أعلم أنني لم أحب أبنائي عندما كانوا صغارًا، وكنت أكره أن أراهم يسعون في غرفتي، ولكنني الآن أحبهم كما يحب جميع الآباء أبنائهم.» 

### حرب السنوات السبع
مات بيلهام عام 1754م ليخلفه أخوه الأكبر توماس بيلهام دوق نيوكاسل، واشتدت العداوة بين فرنسا وبريطانيا، وخاصة لاستمرار النزاع على استعمار أمريكا الشمالية. انحاز جورج لبروسيا خوفاً من غزو فرنسي مرتقب لهانوفر فبروسيا هي عدو النمسا، وأدى غزو فرنسا لجزيرة مينوركا القائمة تحت حكم بريطانيا إلى اندلاع حرب السنوات السبع عام 1756م. وأدت حالة القلق العام إزاء أخطاء بريطانيا في بداية الحرب إلى استقالة دوق نيوكاسل وتعيين ويليام كافندش دوق ديفونشاير رئيساً للوزراء، وويليام بيت وزير خارجية للقسم الجنوبي. وفصل جورج بيت في إبريل من العام التالي في محاولة منه لتأسيس إدارة توافقه أكثر. وعلى مدار الثلاثة أشهر التالية فشلت محاولاته في تكوين تشكيلًا وزاريًا آخر ثابتاً. وتولى جيمس والدجريف في يونية الحقيبة الوزارية لمدة أربعة أيام فقط. واستُدعى بيت وعاد دوق نيوكاسل رئيسًا للوزراء، وتبنى وقاد بيت سياسة فيما يخص الحرب، فقد حُرضت بريطانيا العظمى وهانوفر وبروسيا وحلفائهم لاندغريفية هسن كاسل، وبراونشفايغ-فولفنبوتل ضد قوى أوروبية أخرى منها فرنسا والنمسا وروسيا والسويد وساكسونيا. ضمت الحرب جبهات عدة، من أوروبا إلى أمريكا الشمالية والهند حيث كانت الهيمنة البريطانية على أشدها بانتصارات روبرت كلايف على القوات الفرنسية وحلفائها في معركة أركوت ومعركة بلاسي.
قاد ابن جورج دوق كمبرلاند جنود الملك في شمال ألمانيا، تعرضت هانوفر للغزو عام 1757م، وأعطى الملك لدوق كمبرلاند كافة الصلاحيات لفرض السلام. وكاد يميز من الغيظ بحلول سبتمبر بسبب التسوية التي تفاوض عليها دوق كمبرلاند التي شعر بتحيزها الشديد للفرنسيين. وقال جورج عن ولده: «لقد دمرني وأهان نفسه» واستقال دوق كمبرلاند باختياره من مناصبه العسكرية. وألغى جورج اتفاق السلام على الأراض التي انتهكها الفرنسيون بنزعهم سلاح الجنود الهسيين بعد وقف إطلاق النار.
احتلت القوات البريطانية كيبك وجوادلوب في عام 1759م المسمى بعام المعجزات، وأُحبط مخططاً فرنسياً لغزو بريطانيا على غرار معركتين بحريتين في لاغوس وخليج كيبرون، وتوقف الزحف المُستأنف على هانوفر حيث أوقفته قوة بريطانية هانوفرية مشتركة في معركة مندن.

### وفاته
بحلول أكتوبر عام 1760م فقد جورج البصر في إحدى عينيه، وأصبح سمعه ضعيفاً. وفي صباح 25 أكتوبر استيقظ في السادسة صباحًا على موعده المعتاد وتناول كوباً من الشيكولاتة الساخنة ومن ثم ذهب لاستخدام المرحاض بمفرده. سمع خادمه جلبة كبيرة بعد دقائق معدودة ودخل الغرفة ليجد الملك على الأرض. نُقل الملك محمولاً إلى فراشه، وأُرسل في طلب الأميرة إميليا ولكنه مات قبل أن تصل إليه، مات جورج الثاني في عمر يناهر السابعة والسبعين وهو أطول عمراً من بين كل أسلافه من الملوك الإنجليز. كشف فحص ما بعد الوفاة أن بُطين الملك الأيمن قد تمزق نتيجة لأم الدم الأبهرية.
خلف جورج الثاني على العرش حفيده جورج الثالث، ودُفن جورج الثاني يوم 11 نوفمبر في دير وستمنستر، وترك تعليمات بإزالة جوانب نعشه ونعش زوجته حتى تختلط رفاته برفاتها.

## تركته

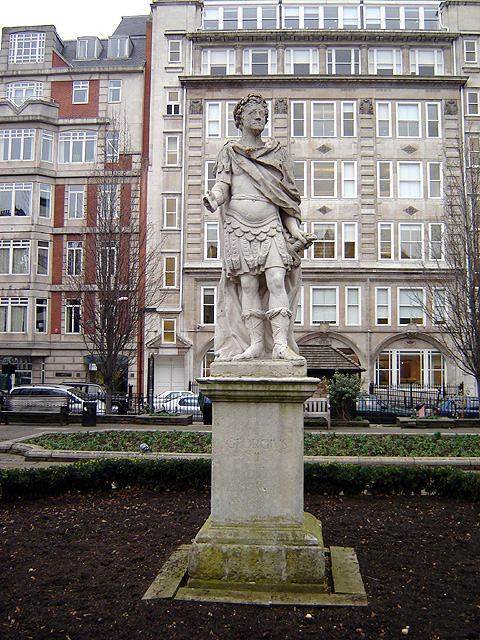
تمثال لجورج الثاني يرتدي الزي الروماني، وقد نحته جون فان نوست ونُصب في جولدن سكوير في لندن عام 1753م.

تبرع جورج بالمكتبة الملكية إلى المتحف البريطاني عام 1757م، بعد أربعة أعوام مرت على تأسيس المتحف. لم يكن له أي اهتمام بالقراءة، أو بالفنون والآداب، وكان يُفضل قضاء وقت تسليته في صيد الغزلان من على حصانه، أو في لعب الورق. وأسَّس جامعة جورج أغسطس (جامعة غوتنغن) عام 1737م وكانت أول جامعة في هانوفر وزارها عام 1748م. تسمى الكويكب جورجيا 359 على شرفه في الجامعة عام 1902م، وعمل أيضاً عميداً لكلية الثالوث (دبلن) في الفترة بين 1716م، و1727م، وأصدر ميثاق جامعة الملك في نيويورك التي أصبحت فيما بعد جامعة كولومبيا، تأسست مقاطعة جورجيا بمرسوم ملكي عام 1732م وسُميت باسمه.
توسعت الأطماح البريطانية حول العالم في عهد جورج الثاني، وانتهى تحدي اليعاقبة للنيل من أسرة هانوفر، وتأسست النفوذ الوزارية والبرلمانية على أتم وجه في بريطانيا، ومع ذلك فعندما نذكر بعض الرجال الذين عاصروه مثل اللورد هيرفي وهوراس والبول نجد جورج مصوراً على أنه مهرجاً ضعيفاً تحكمه زوجته ووزرائه. اعتمدت الكتابات المؤرخة لحياة جورج خلال القرن التاسع عشر، وبدايات القرن العشرين على تلك الروايات المتحيزة. حتى ظهرت بعض التحليلات العلمية في الربع الأخير من القرن العشرين تشير إلى أن جورج لم يكن غير مؤثر إلى ذلك الحد الذي اعتقده الناس من قبل. كانت هناك ملاحظات وحواشي كتبها جورج في رسائل من وزرائه وكانت مُحكمة الصلة وتدل على فهمه القوي واهتمامه الخاص بالسياسة الخارجية. وأنه كان قادراً في معظم الأحوال على منع تعيينات الوزراء والقادة الذين لا يرغب فيهم، أو نقلهم وتهميشهم في وظائف أصغر. لم تقض تلك التقييمات الأكاديمية كلياً على الاقتناع العام بأن جورج الثاني كان ملكاً هزيلاً لا حول له ولا قوة. فعلى سبيل المثال، كان يُقال عنه أنه شحيح، ولكن المؤرخون يرون أن الشح أفضل من الإسراف. وبرَّر اللورد تشارلمونت سوء مزاجه قائلاً أن صدق المشاعر أفضل من الخداع، فقال «كان سريع الانفعال وعنيف، لكنه كان طيباً بطبيعته وصادقاً، ولم يكن ماهراً في موهبة التملق الملكية. كان دائماً كما يبدو، وربما يهين لكن لا يخدع.» وكتب اللورد وولدجريف «أنا مقتنع أنه يوماً ما في المستقبل عندما تُزال هذه النقاط السوداء والعيوب التي تلطخ تاريخ أنجح الشخصيات والتي لا يخلو منها أي إنسان، وقتها سيكون معدوداً ضمن أكثر الملوك وطنية الذين نعم الشعب بالسعادة الغامرة تحت حكمهم». جورج - ربما - لم يؤد دوراً كبيراً في التاريخ لكنه أثر تأثيراً كبيراً في وقته وأسس حكومة دستورية. وقالت عنه إليزابيث مونتاغو «كانت قوانيننا وحرياتنا في أمان معه، وقد استحوذ على ثقة شعبه بدرجة عظيمة وأيضًا على احترام الحكومات الأجنبية، ومنحته شخصيته الثابتة نهاية عظيمة في تلك الأوقات غير المستقرة... ربما لا تمنحه شخصيته محلاً في الشعر الملحمي لكن ستجعل له محلاً طيباً في صفحات التاريخ الرصينة».

## مسمياته وألقابه وشعاراته

### مسمياته وألقابه
- بداية من 9 نوفمبر 1706م: دوقاً ومركيزاً لكامبردج وإيرلاً لملفورد هافن، وفيكونتاً نورثاليرتون، وباروناً توكسبورياً ضمن نبلاء إنجلترا.[133]
- 1 أغسطس 1714م - 27 سبتمبر 1714م: صاحب السمو الملكي جورج أغسطس، أمير بريطانيا العظمى وأمير برانشفايغ لونيبورغ الناخب، ودوق كورنوال وروثيساي.[134]
- 27 سبتمبر 1714م - 11/22 يونية 1727م: صاحب السمو الملكي الأمير جورج الثاني أمير ويلز.
- 11/22 يونية 1727م - 25 أكتوبر 1760م: صاحب الجلالة الملك جورج الثاني ملك بريطانيا العظمى.

اللقب الكامل لجورج الثاني كان كما يلي: «جورج الثاني، ملك بريطانيا العظمى وفرنسا وأيرلندا وحامي العقيدة برحمة الرب، دوق براونشفايغ لونيبورغ، وحامل راية الامبراطورية الرومانية المقدسة وأميرها الناخب»

### شعاراته
- شعار جورج الثاني أمير هانوفر الناخب 1698م - 1714م
- شعار النبالة لجورج الثاني بصفته أمير ويلز 1714م - 1727م
- شعار النبالة لجورج الثاني بصفته ملك بريطانيا العظمى 1727م - 1760م

## ذريته
أسفر حمل كارولين عشر مرات عن ثمانية أبناء، مات منهم واحد في طفولته وسبعة عاشوا حتى البلوغ.
| الاسم                        | تاريخ الميلاد   | تاريخ الوفاة     | ملاحظات                                                                    |
| ---------------------------- | --------------- | ---------------- | -------------------------------------------------------------------------- |
| فريدريك أمير ويلز            | 1 فبراير 1707م  | 31 مارس 1751 م   | تزوج عام 1736م من أوغستا أميرة ساكس غوتا، وأنجبا ذرية منها جورج الثالث.    |
| آن أميرة أورانيا             | 2 نوفمبر 1709م  | 12 يناير 1759 م  | تزوجت عام 1734 م من فيليم الرابع أمير أورانيا، وكان لهما ذرية.             |
| إميليا                       | 10 يونية 1711م  | 31 أكتوبر 1786 م |                                                                            |
| كارولين                      | 10 يونية 1713م  | 28 ديسمبر 1757 م |                                                                            |
| طفل حديث الولادة             | 20 نوفمبر 1716م | 20 نوفمبر 1716 م |                                                                            |
| جورج                         | 13 نوفمبر 1717م | 17 فبراير 1718 م | مات في طفولته.                                                             |
| ويليام أغسطس، دوق كمبرلاند   | 26 إبريل 1721م  | 31 أكتوبر 1765 م |                                                                            |
| ماري لاندغرافين هسن-كاسل     | 5 مارس 1723م    | 14 يناير 1772 م  | تزوجت عام 1740م من فريدرش الثاني لاندغراف هسن-كاسل، وكان لهما ذرية.        |
| لويزا ملكة الدنمارك والنرويج | 18 ديسمبر 1724م | 19 ديسمبر 1751 م | تزوجت عام 1743 م من فريديريك الخامس ملك الدنمارك والنرويج، وكان لهما ذرية. |

- جميع التواريخ في هذا الجدول تابعة للتقويم الجريجوري الجديد

## شجرة العائلة
|                         |                         |                         |                         |                         |                         |  |  |                         |                         |                         |                         |                         |                         |  |  |                       |                       | جيمس الأول 1625-1566  |                       |                       |                       |  |  |                        |                        |                        |                        |                        |                        |                    |                    |                      |                      |                       |                       |                       |                       |                       |                       |                       |                       |                              |                              |                              |                              |                              |                              |                         |                         |  |  |  |  |  |  |  |  |  |  |  |  |  |  |  |  |  |  |
|                         |                         |                         |                         |                         |                         |  |  |                         |                         |                         |                         |                         |                         |  |  |                       |                       |                       |                       |                       |                       |  |  |                        |                        |                        |                        |                        |                        |                    |                    |                      |                      |                       |                       |                       |                       |                       |                       |                       |                       |                              |                              |                              |                              |                              |                              |                         |                         |  |  |  |  |  |  |  |  |  |  |  |  |  |  |  |  |  |  |
|                         |                         |                         |                         |                         |                         |  |  |                         |                         |                         |                         |                         |                         |  |  |                       |                       |                       |                       |                       |                       |  |  |                        |                        |                        |                        |                        |                        |                    |                    |                      |                      |                       |                       |                       |                       |                       |                       |                       |                       |                              |                              |                              |                              |                              |                              |                         |                         |  |  |  |  |  |  |  |  |  |  |  |  |  |  |  |  |  |  |
|                         |                         |                         |                         |                         |                         |  |  | تشارلز الأول 1649-1600  | تشارلز الأول 1649-1600  | تشارلز الأول 1649-1600  | تشارلز الأول 1649-1600  | تشارلز الأول 1649-1600  | تشارلز الأول 1649-1600  |  |  |                       |                       |                       |                       |                       |                       |  |  |                        |                        |                        |                        | إليزابيث 1662-1596     | إليزابيث 1662-1596     | إليزابيث 1662-1596 | إليزابيث 1662-1596 | إليزابيث 1662-1596   | إليزابيث 1662-1596   |                       |                       |                       |                       |                       |                       | جورج 1641-1582        | جورج 1641-1582        | جورج 1641-1582               | جورج 1641-1582               | جورج 1641-1582               | جورج 1641-1582               |                              |                              |                         |                         |  |  |  |  |  |  |  |  |  |  |  |  |  |  |  |  |  |  |
|                         |                         |                         |                         |                         |                         |  |  | تشارلز الأول 1649-1600  | تشارلز الأول 1649-1600  | تشارلز الأول 1649-1600  | تشارلز الأول 1649-1600  | تشارلز الأول 1649-1600  | تشارلز الأول 1649-1600  |  |  |                       |                       |                       |                       |                       |                       |  |  |                        |                        |                        |                        | إليزابيث 1662-1596     | إليزابيث 1662-1596     | إليزابيث 1662-1596 | إليزابيث 1662-1596 | إليزابيث 1662-1596   | إليزابيث 1662-1596   |                       |                       |                       |                       |                       |                       | جورج 1641-1582        | جورج 1641-1582        | جورج 1641-1582               | جورج 1641-1582               | جورج 1641-1582               | جورج 1641-1582               |                              |                              |                         |                         |  |  |  |  |  |  |  |  |  |  |  |  |  |  |  |  |  |  |
|                         |                         |                         |                         |                         |                         |  |  |                         |                         |                         |                         |                         |                         |  |  |                       |                       |                       |                       |                       |                       |  |  |                        |                        |                        |                        |                        |                        |                    |                    |                      |                      |                       |                       |                       |                       |                       |                       |                       |                       |                              |                              |                              |                              |                              |                              |                         |                         |  |  |  |  |  |  |  |  |  |  |  |  |  |  |  |  |  |  |
| الأميرة ماري 1660-1631  | الأميرة ماري 1660-1631  | الأميرة ماري 1660-1631  | الأميرة ماري 1660-1631  | الأميرة ماري 1660-1631  | الأميرة ماري 1660-1631  |  |  | تشارلز الثاني 1685-1630 | تشارلز الثاني 1685-1630 | تشارلز الثاني 1685-1630 | تشارلز الثاني 1685-1630 | تشارلز الثاني 1685-1630 | تشارلز الثاني 1685-1630 |  |  | جيمس الثاني 1701-1633 | جيمس الثاني 1701-1633 | جيمس الثاني 1701-1633 | جيمس الثاني 1701-1633 | جيمس الثاني 1701-1633 | جيمس الثاني 1701-1633 |  |  |                        |                        |                        |                        | صوفيا 1714-1630        | صوفيا 1714-1630        | صوفيا 1714-1630    | صوفيا 1714-1630    | صوفيا 1714-1630      | صوفيا 1714-1630      |                       |                       | إرنست أغسطس 1698-1629 | إرنست أغسطس 1698-1629 | إرنست أغسطس 1698-1629 | إرنست أغسطس 1698-1629 | إرنست أغسطس 1698-1629 | إرنست أغسطس 1698-1629 |                              |                              | جورج ويليام 1705-1624        | جورج ويليام 1705-1624        | جورج ويليام 1705-1624        | جورج ويليام 1705-1624        | جورج ويليام 1705-1624   | جورج ويليام 1705-1624   |  |  |  |  |  |  |  |  |  |  |  |  |  |  |  |  |  |  |
| الأميرة ماري 1660-1631  | الأميرة ماري 1660-1631  | الأميرة ماري 1660-1631  | الأميرة ماري 1660-1631  | الأميرة ماري 1660-1631  | الأميرة ماري 1660-1631  |  |  | تشارلز الثاني 1685-1630 | تشارلز الثاني 1685-1630 | تشارلز الثاني 1685-1630 | تشارلز الثاني 1685-1630 | تشارلز الثاني 1685-1630 | تشارلز الثاني 1685-1630 |  |  | جيمس الثاني 1701-1633 | جيمس الثاني 1701-1633 | جيمس الثاني 1701-1633 | جيمس الثاني 1701-1633 | جيمس الثاني 1701-1633 | جيمس الثاني 1701-1633 |  |  |                        |                        |                        |                        | صوفيا 1714-1630        | صوفيا 1714-1630        | صوفيا 1714-1630    | صوفيا 1714-1630    | صوفيا 1714-1630      | صوفيا 1714-1630      |                       |                       | إرنست أغسطس 1698-1629 | إرنست أغسطس 1698-1629 | إرنست أغسطس 1698-1629 | إرنست أغسطس 1698-1629 | إرنست أغسطس 1698-1629 | إرنست أغسطس 1698-1629 |                              |                              | جورج ويليام 1705-1624        | جورج ويليام 1705-1624        | جورج ويليام 1705-1624        | جورج ويليام 1705-1624        | جورج ويليام 1705-1624   | جورج ويليام 1705-1624   |  |  |  |  |  |  |  |  |  |  |  |  |  |  |  |  |  |  |
|                         |                         |                         |                         |                         |                         |  |  |                         |                         |                         |                         |                         |                         |  |  |                       |                       |                       |                       |                       |                       |  |  |                        |                        |                        |                        |                        |                        |                    |                    |                      |                      |                       |                       |                       |                       |                       |                       |                       |                       |                              |                              |                              |                              |                              |                              |                         |                         |  |  |  |  |  |  |  |  |  |  |  |  |  |  |  |  |  |  |
|                         |                         |                         |                         |                         |                         |  |  |                         |                         |                         |                         |                         |                         |  |  |                       |                       |                       |                       |                       |                       |  |  |                        |                        |                        |                        |                        |                        |                    |                    |                      |                      |                       |                       |                       |                       |                       |                       |                       |                       |                              |                              |                              |                              |                              |                              |                         |                         |  |  |  |  |  |  |  |  |  |  |  |  |  |  |  |  |  |  |
| ويليام الثالث 1702-1650 | ويليام الثالث 1702-1650 | ويليام الثالث 1702-1650 | ويليام الثالث 1702-1650 | ويليام الثالث 1702-1650 | ويليام الثالث 1702-1650 |  |  | ماري الثانية 1694-1662  | ماري الثانية 1694-1662  | ماري الثانية 1694-1662  | ماري الثانية 1694-1662  | ماري الثانية 1694-1662  | ماري الثانية 1694-1662  |  |  | آنّ ستيوارت 1714-1665  | آنّ ستيوارت 1714-1665  | آنّ ستيوارت 1714-1665  | آنّ ستيوارت 1714-1665  | آنّ ستيوارت 1714-1665  | آنّ ستيوارت 1714-1665  |  |  | جيمس فرانسيس 1766-1688 | جيمس فرانسيس 1766-1688 | جيمس فرانسيس 1766-1688 | جيمس فرانسيس 1766-1688 | جيمس فرانسيس 1766-1688 | جيمس فرانسيس 1766-1688 |                    |                    | جورج الأول 1727-1660 | جورج الأول 1727-1660 | جورج الأول 1727-1660  | جورج الأول 1727-1660  | جورج الأول 1727-1660  | جورج الأول 1727-1660  |                       |                       |                       |                       |                              |                              | صوفيا دوروثيا 1726-1666      | صوفيا دوروثيا 1726-1666      | صوفيا دوروثيا 1726-1666      | صوفيا دوروثيا 1726-1666      | صوفيا دوروثيا 1726-1666 | صوفيا دوروثيا 1726-1666 |  |  |  |  |  |  |  |  |  |  |  |  |  |  |  |  |  |  |
| ويليام الثالث 1702-1650 | ويليام الثالث 1702-1650 | ويليام الثالث 1702-1650 | ويليام الثالث 1702-1650 | ويليام الثالث 1702-1650 | ويليام الثالث 1702-1650 |  |  | ماري الثانية 1694-1662  | ماري الثانية 1694-1662  | ماري الثانية 1694-1662  | ماري الثانية 1694-1662  | ماري الثانية 1694-1662  | ماري الثانية 1694-1662  |  |  | آنّ ستيوارت 1714-1665  | آنّ ستيوارت 1714-1665  | آنّ ستيوارت 1714-1665  | آنّ ستيوارت 1714-1665  | آنّ ستيوارت 1714-1665  | آنّ ستيوارت 1714-1665  |  |  | جيمس فرانسيس 1766-1688 | جيمس فرانسيس 1766-1688 | جيمس فرانسيس 1766-1688 | جيمس فرانسيس 1766-1688 | جيمس فرانسيس 1766-1688 | جيمس فرانسيس 1766-1688 |                    |                    | جورج الأول 1727-1660 | جورج الأول 1727-1660 | جورج الأول 1727-1660  | جورج الأول 1727-1660  | جورج الأول 1727-1660  | جورج الأول 1727-1660  |                       |                       |                       |                       |                              |                              | صوفيا دوروثيا 1726-1666      | صوفيا دوروثيا 1726-1666      | صوفيا دوروثيا 1726-1666      | صوفيا دوروثيا 1726-1666      | صوفيا دوروثيا 1726-1666 | صوفيا دوروثيا 1726-1666 |  |  |  |  |  |  |  |  |  |  |  |  |  |  |  |  |  |  |
|                         |                         |                         |                         |                         |                         |  |  |                         |                         |                         |                         |                         |                         |  |  |                       |                       |                       |                       |                       |                       |  |  |                        |                        |                        |                        |                        |                        |                    |                    |                      |                      |                       |                       |                       |                       |                       |                       |                       |                       |                              |                              |                              |                              |                              |                              |                         |                         |  |  |  |  |  |  |  |  |  |  |  |  |  |  |  |  |  |  |
|                         |                         |                         |                         |                         |                         |  |  |                         |                         |                         |                         |                         |                         |  |  |                       |                       |                       |                       |                       |                       |  |  |                        |                        |                        |                        |                        |                        |                    |                    |                      |                      |                       |                       |                       |                       |                       |                       |                       |                       |                              |                              |                              |                              |                              |                              |                         |                         |  |  |  |  |  |  |  |  |  |  |  |  |  |  |  |  |  |  |
|                         |                         |                         |                         |                         |                         |  |  |                         |                         |                         |                         |                         |                         |  |  | ويليام 1700-1689      | ويليام 1700-1689      | ويليام 1700-1689      | ويليام 1700-1689      | ويليام 1700-1689      | ويليام 1700-1689      |  |  | تشارلز 1788-1720       | تشارلز 1788-1720       | تشارلز 1788-1720       | تشارلز 1788-1720       | تشارلز 1788-1720       | تشارلز 1788-1720       |                    |                    |                      |                      | جورج الثاني 1760-1683 | جورج الثاني 1760-1683 | جورج الثاني 1760-1683 | جورج الثاني 1760-1683 | جورج الثاني 1760-1683 | جورج الثاني 1760-1683 |                       |                       | صوفيا أميرة هانوفر 1757-1687 | صوفيا أميرة هانوفر 1757-1687 | صوفيا أميرة هانوفر 1757-1687 | صوفيا أميرة هانوفر 1757-1687 | صوفيا أميرة هانوفر 1757-1687 | صوفيا أميرة هانوفر 1757-1687 |                         |                         |  |  |  |  |  |  |  |  |  |  |  |  |  |  |  |  |  |  |